# Ała Sadowska
Ała Sadowska – polska agronom, profesor nauk rolniczych.

## Życiorys
W 1969 r. obroniła pracę doktorską, w 1986 r. uzyskała tytuł profesora nauk rolniczych. Pracowała w Katedrze Genetyki, Hodowli i Biotechnologii Roślin na Wydziale Ogrodnictwa, Biotechnologii i Architektury Krajobrazu Szkoły Głównej Gospodarstwa Wiejskiego w Warszawie i w Instytucie Hodowli i Aklimatyzacji Roślin - Państwowego Instytutu Badawczego.